# Olbiogaster xanthonota
Olbiogaster xanthonota är en tvåvingeart som beskrevs av Tozoni 1993. Olbiogaster xanthonota ingår i släktet Olbiogaster och familjen fönstermyggor. Inga underarter finns listade i Catalogue of Life.